# Шебалино (Республика Алтай)
Шебалино́ — село в Республике Алтай России. Административный центр Шебалинского района и Шебалинского сельского поселения.

## География, климат

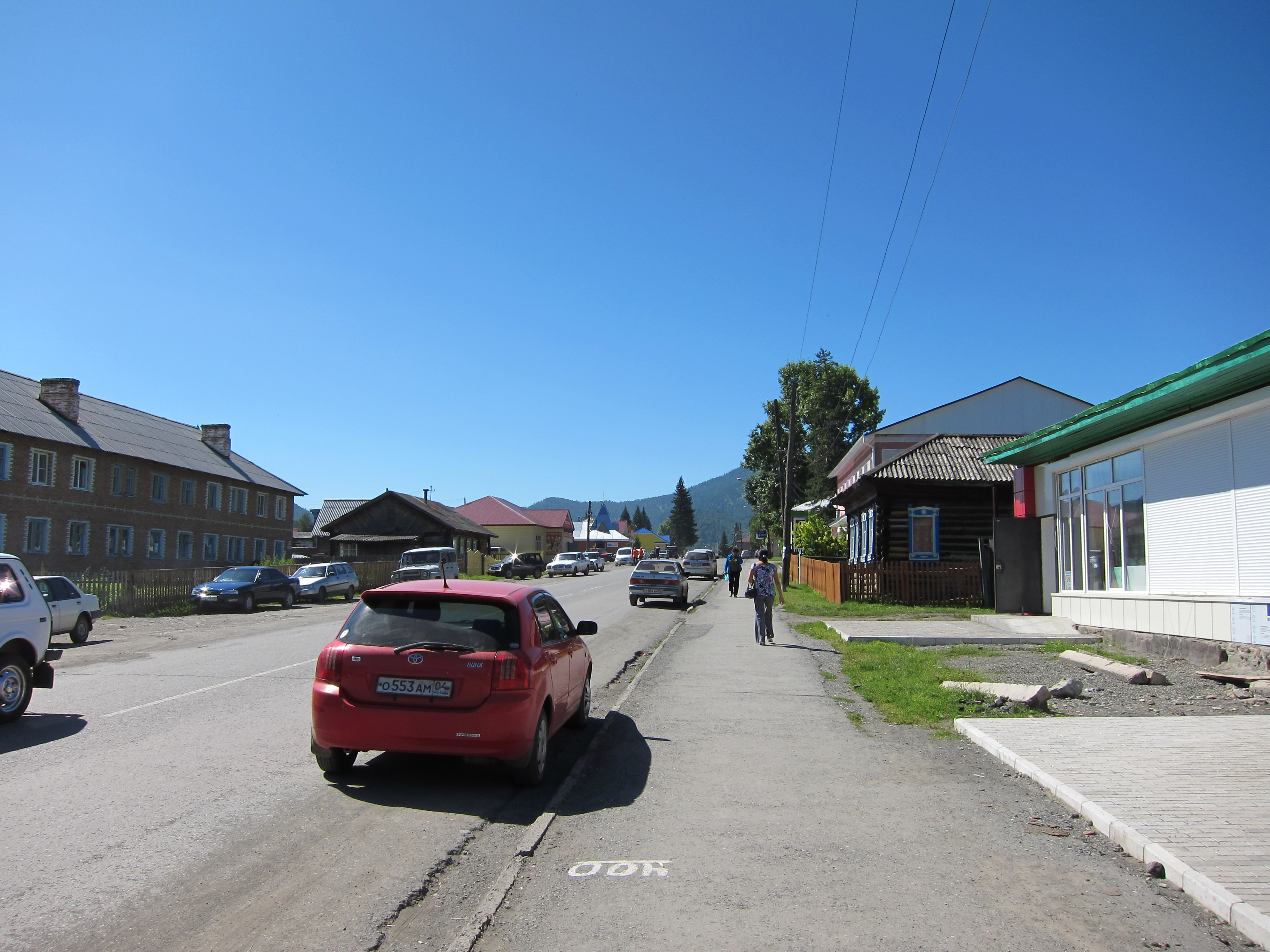
Село Шебалино

Село находится на обоих берегах реки Сема. Через село также протекают её притоки: Гордуба, Седлушка, Покатайка, Шебелик. Рядом проходит Чуйский тракт, и село вытянулось вдоль него на 6 км.
Расстояние до
- областного центра Горно-Алтайска — 119 км.
- столицы Москвы — 3379 км.
- до ближайшей железнодорожной станции в Бийске — 200 километров.

Ближайшие населённые пункты
Дъектиек — 5 км, Арбайта — 6 км, Кумалыр — 10 км, Малая Черга — 10 км, Куяхтанар — 11 км, Мыюта — 14 км, Верх-Апшуяхта — 16 км, Верх-Черга — 17 км.
Климат
Умеренно-холодный климат, плодородные почвы и широкие долины благоприятны для занятий сельским хозяйством. По классификации Кёппена — влажный континентальный климат (индекс Dwb) с сухой зимой и тёплым летом. Климатическая зима продолжается с конца октября до начала апреля, лето — с начала июня до конца августа.
| Показатель                                                              | Янв.  | Фев.  | Март  | Апр.  | Май   | Июнь | Июль | Авг. | Сен. | Окт.  | Нояб. | Дек.  | Год   |
| ----------------------------------------------------------------------- | ----- | ----- | ----- | ----- | ----- | ---- | ---- | ---- | ---- | ----- | ----- | ----- | ----- |
| Абсолютный максимум, °C                                                 | 12,2  | 11,4  | 19,0  | 29,1  | 33,0  | 33,5 | 35,3 | 35,6 | 32,0 | 26,0  | 21,1  | 9,2   | 35,6  |
| Средний суточный максимум, °C                                           | −10,3 | −9    | −2,2  | 8,0   | 16,9  | 22,2 | 23,8 | 21,5 | 16,1 | 6,5   | −3,4  | −9,2  | 7,0   |
| Средняя температура, °C                                                 | −15,2 | −14,7 | −7,8  | 2,1   | 10,2  | 15,6 | 17,5 | 15,1 | 9,7  | 1,6   | −7,7  | −13,8 | 1,1   |
| Средний суточный минимум, °C                                            | −20,1 | −20,3 | −13,4 | −3,8  | 3,5   | 9,1  | 11,2 | 8,8  | 3,4  | −3,2  | −12   | −18,3 | −4    |
| Абсолютный минимум, °C                                                  | −37,7 | −34,1 | −30,6 | −21,9 | −10,5 | −3,8 | 0,5  | −1,6 | −8,9 | −18,4 | −30,6 | −35,7 | −37,7 |
| Норма осадков, мм                                                       | 13    | 13    | 14    | 31    | 60    | 68   | 80   | 72   | 50   | 41    | 25    | 20    | 487   |
| Источник: Абсолютные максимумы и минимумы, Средние температуры и осадки |       |       |       |       |       |      |      |      |      |       |       |       |       |

## История
Основано бийскими купцами в 1833 году и использовалось в качестве перевалочного пункта. Название села происходит от фамилии смоленского купца второй гильдии Шебалина. Он построил на этом месте заимку и поставил несколько юрт для складирования товара. Затем здесь расположили свои склады и другие купцы из Бийска. Они вели успешную торговлю с местным населением, а потом расширили её, начав торговлю с Китаем и Монголией. Благодаря им проложен торговый путь из Бийска в Чуйскую степь.
В Россию везли зерно, скот, орех и пушнину, китайцы покупали маральи панты. Купец Чендеков владел в Шебалино кожевенным заводом, на котором работали батраки, мельницей, и маслобойкой, занимался торговлей. Первые русские переселенцы появились позднее 1860 года — 8 человек. Землями владели «горные калмыки» (ойроты, теленгиты), затем к ним присоединились крещёные алтайцы.
29 декабря 1917 года на сельском сходе был избран совет крестьянских и солдатских депутатов, 1 января 1918 года состоялось общее собрание жителей села, на котором были снова подтверждены полномочия этого совета. Здесь был организован один из первых сельских красногвардейских отрядов на Алтае.
В 1920 году село стало центром Онгудай-Шебалинского района, а затем более крупного Горно-Алтайского района.
23 февраля 1923 года в Шебалине состоялся волостной съезд, в котором приняли участие 60 человек.
В советские времена возле Шебалина был маралосовхоз, а затем оленесовхоз. В 1933 году сюда из Уссурийской тайги завезли 204 пятнистых оленя.
В 1934 году столяр маралосовхоза М. А. Аксёнов усовершенствовал панторезный станок, который вначале использовали на Алтае, а затем он получил всесоюзную известность.
В 1960-х годах на ферме разводили чёрно-серебристых лисиц.

## Население
В 1893 году население Шебалина составляло 440 человек (70 дворов). В 1926 году — 1384 человека, из них 695 мужчин и 689 женщин.
| 1939  | 1959  | 1970  | 1979  | 1989  | 2002  | 2010  |
| ----- | ----- | ----- | ----- | ----- | ----- | ----- |
| 2636  | ↗3689 | ↗4103 | ↗4215 | ↗4974 | ↘4912 | ↗4924 |
| 2011  | 2012  | 2013  | 2014  | 2015  | 2016  |       |
| ↘4923 | ↗4939 | ↗4973 | ↗5011 | ↗5094 | ↗5185 |       |

## Инфраструктура
Часть населения занята в лесхозе и на дорожно-строительных и ремонтных работах. В Шебалине находятся предприятия, занимающиеся пошивом национальной одежды. Здесь также выращивают кормовые культуры, элитные сорта картофеля, овощи; занимаются разведением крупного рогатого скота, свиней, овец, коз и переработкой. В 2018 году в селе открылся цех по производству мясных деликатесов, который в сутки выпускает тонну продукции.
В селе находятся четыре АЗС, СТО, банкомат, телеграф. Сотовая связь представлена операторами Ростелеком, МТС, Билайн, Мегафон. Есть больница, общеобразовательная, спортивная и музыкальная школы, стадион, дом культуры, краеведческий музей Шебалинского района.

## Известные люди
- Давыдов, Сергей Давыдович (1928—2001) — поэт, прозаик, переводчик. Родился в Шебалине.
- Вавилина, Надежда Дмитриевна (род. 1952) — член Общественной палаты РФ (2006—2012), ректор Нового Сибирского института в Новосибирске (с 1997). Выпускница Шебалинской средней школы.
- Муха, Антон Иванович (1928—2008) — советский и украинский композитор, музыковед. Родился в Шебалине.
- Налимов, Сергей Венедиктович (1914—1976) — Герой Советского Союза (1943), председатель колхоза. Житель Шебалина с 1924 года.

## Достопримечательности
В Шебалине находится дом-музей купца А. С. Попова, одного из первых поселенцев. Действует краеведческий музей, где собраны материалы об истории, быте и культуре алтайского народа, освещающие события Гражданской и Великой Отечественной войн, об истории мараловодства на Алтае и другие.
В селе действует православный храм Успения Пресвятой Богородицы, в 1930-е годы в нём размещался сельский клуб. Приход восстановлен в 1993 году.

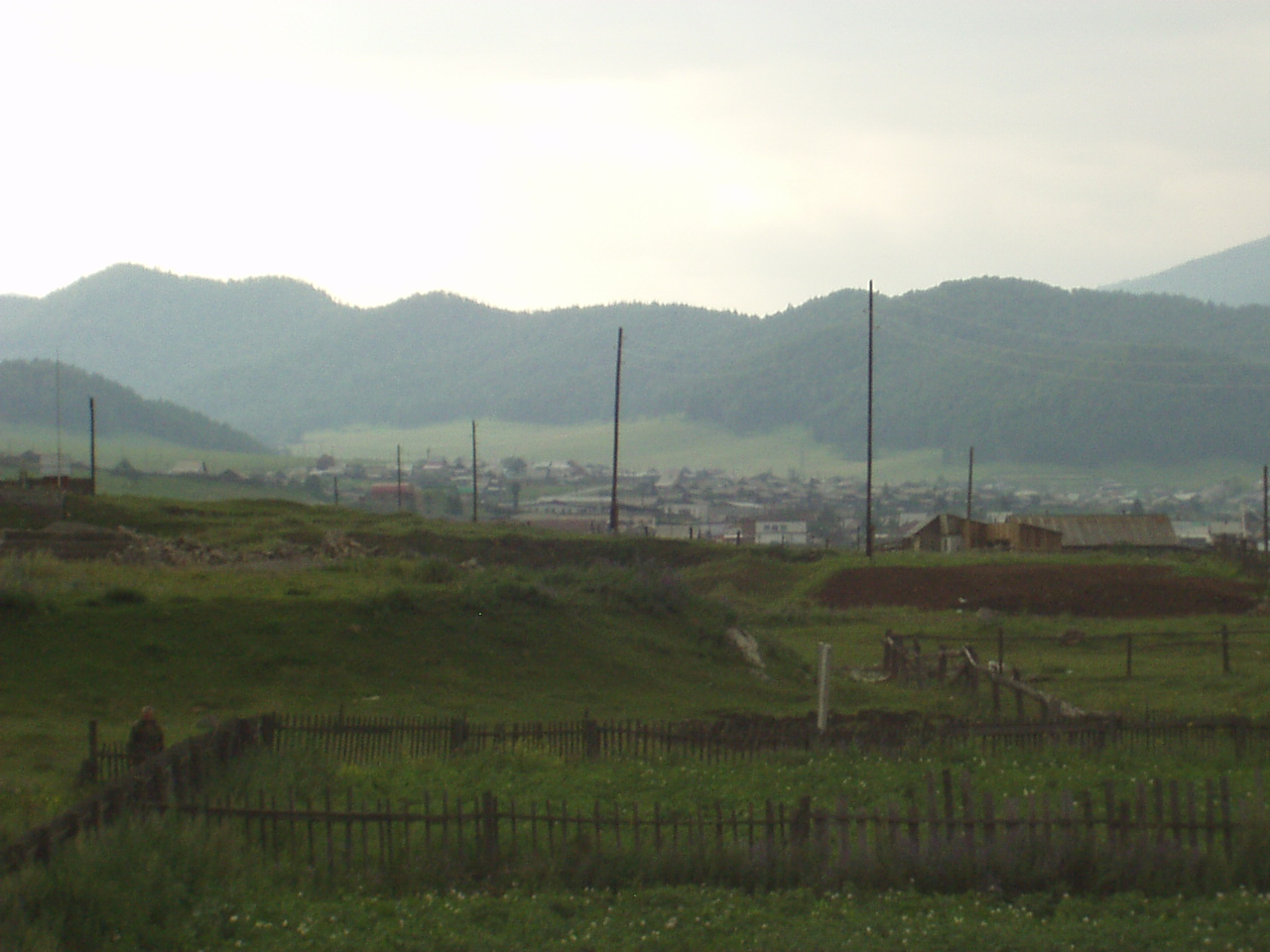
Панорама села Шебалина

## Радиовещание
67,10 МГц «Радио России» / ГТРК «Горный Алтай» (Молчит)
68,96 МГц Радио Маяк (Молчит)
102,3 МГц Радио России / ГТРК Горный Алтай